# Чейдер, Кол
Кол Че́йдер (англ. Cal Tjader, полное имя — Ко́ллен Рэ́дклифф Че́йдер-мла́дший (Callen Radcliffe Tjader, Jr.), 16 июля 1925, Сент-Луис, Миссури, США — 5 мая 1982, Манила, Филиппины) —  американский джазовый музыкант, наиболее известный своими работами в области латин-джаза. В отличие от многих других американских джазменов, экспериментировавших с кубинской, карибской и латиноамериканской музыкой эпизодически, Чейдер сохранял приверженность латин-джазу до последнего дня своей жизни.
Кол Чейдер известен, главным образом, как вибрафонист, хотя он прекрасно играл на барабанах, бонго, конгах, литаврах и фортепиано. Он сотрудничал с целым рядом музыкантов, представляющим разные мировые культуры. Имя Чейдера часто также связывают с развитием латин-рока и эйсид-джаза. Работы Чейдера традиционно определяют словом «латин-джаз», однако провести в них чёткую границу между собственно латиноамериканской музыкой и джазом трудно: музыкант чувствовал себя совершенно свободно в обоих этих жанрах, с лёгкостью смешивая их в разных пропорциях.
В 1980 году за свой альбом «La onda va bien» музыкант получил премию «Грэмми», явившуюся знаком признания заслуг Чейдера в области музыки за последние 40 лет.

## Происхождение
Предки Кола Чейдера имели шведские корни. По словам самого Кола Чейдера, его дед, доктор Антон Уильям Чедер (1825—1870), родился в Стокгольме. Бабушка музыканта Люси рассказывала ему, что доктор Чедер получил медицинское образование в Уппсальском университете. Тем не менее сохранились сведения, что после переезда в США в 1855 году Антон Чедер поступил в Гарвардскую медицинскую школу (Harvard Medical School), один из факультетов Гарвардского университета, и через два года закончил её. Антон Чейдер (так в англоязычной среде стали произносить его фамилию) был хорошо известен в штате Невада как дипломированный хирург, чьё имя упоминается в «Ранних рассказах и зарисовках» Марка Твена.
Несмотря на шведскую фамилию, в Америке Антон Чедер представлялся русским гражданином. При переезде в Соединённые Штаты он указал в качестве места своего постоянного проживания Кронштадт, а надпись на его могильном памятнике, установленном женой, гласит, что доктор Чедер родился в 1825 году в Санкт-Петербурге. Имеются сведения, что отец доктора Чейдера служил в русском военно-морском флоте и погиб в Наваринском сражении в 1827 году, когда Антону было только два года. Двадцатью пятью годами позже Антон Чедер также поступил на русскую военную службу и в течение двух лет (с 1854 по 1855 год) работал фронтовым хирургом во время Крымской войны. Причина переезда доктора Антона Чедера в Америку неизвестна, однако Кол Чейдер предполагал, что его дед мог попасть в списки «неблагонадёжных» и решил покинуть Россию.

## Ранние годы (1925—1943)
Коллен Рэдклифф Чейдер-младший родился в Сент-Луисе в семье странствующих артистов. Его отец был чечёточником, а мать — пианисткой; в поисках заработка они ездили по городам США вместе со своей труппой.
Когда Колу исполнилось семь лет, его родители обосновались в калифорнийском городе Сан-Матео, где открыли школу танцев. Мать Кола, мечтавшая быть исполнительницей классической музыки, обучала сына игре на фортепиано, а отец — чечётке. Вскоре будущий музыкант стал известен в Сан-Франциско и окрестностях как вундеркинд-чечёточник Чейдер-младший; он даже исполнил эпизодическую роль в фильме «The White of the Dark Cloud of Joy», где танцевал вместе со звездой чечётки того времени — Биллом «Боджанглсом» Робинсоном (Bill Robinson).
В 14 лет Кол самостоятельно начал учиться игре на барабанах и поступил на работу в диксиленд, гастролировавший в округе Сан-Франциско. Шестнадцати лет Чейдер принял участие в конкурсе барабанщиков, проводившемся известным джазовым ударником Джином Крупой (Gene Krupa), и выиграл его. Однако победа в конкурсе была омрачена началом войны: утром следующего дня японская авиация нанесла удар по военно-морской базе США в Пёрл-Харборе.

## Армия и колледж (1940-е)
В 1943 году Чейдер был зачислен на службу в Армии США, где служил медиком до 1946 года. После демобилизации, на основании закона США об участниках Второй мировой войны (G. I. Bill), он поступил в Университет Сан-Хосе. Чейдер собирался стать школьным учителем и выбрал в качестве специальности педагогику. Позже он перевёлся в Университет Сан-Франциско. Здесь он взял несколько уроков игры на литаврах — единственных официальных уроков музыки за всю его жизнь.
В Университете Сан-Франциско Кол Чейдер познакомился с Дейвом Брубеком, молодым пианистом, также только что демобилизованным из армии. Брубек пригласил Чейдера присоединиться к их с Полом Дезмондом ансамблю в качестве барабанщика. Вскоре трио расширилось до восьми человек; ансамбль стал известен как Октет Дейва Брубека. Октет экспериментировал с джазом, используя нетипичные для того времени — нечётные — музыкальные размеры и восточные лады. Хотя ансамбль записал лишь один альбом (не говоря о том, что участники октета долгое время не могли найти работу), он рассматривается поклонниками как важный этап творчества Брубека, Дезмонда и Чейдера.
После того, как октет был распущен, Чейдер и Брубек организовали трио и исполняли популярные джазовые композиции, в надежде, что в таком качестве группа будет более коммерчески успешной. Этим надеждам было суждено сбыться, и трио закрепилось на джазовой сцене Сан-Франциско. К этому времени относится и освоение Чейдером вибрафона, который он стал использовать в некоторых композициях ансамбля.

## Сессионный музыкант (1951—1954)
В 1951 году, занимаясь на Гавайях подводным плаванием, Брубек получил серьёзные травмы и не мог концертировать; результатом этого стал роспуск его трио. Чейдер предпринял попытку продолжить работу в формате трио, пригласив к сотрудничеству контрабасиста Рона Кротти (Ron Crotty) из прежнего состава группы Дейва Брубека, а также пианистов Джона Марабьюто (John Marabuto) и Винса Гуаральди (Vince Guaraldi) и записав с ними первую собственную 10-дюймовую пластинку на лейбле «Fantasy». Одновременно с этим Кол работал с Алвино Реем (Alvino Rey) и заканчивал своё обучение в Университете Сан-Франциско.
В 1953 году джазовый пианист Джордж Ширинг (George Shearing), после ухода из его группы вибрафониста Джо Роланда (Joe Roland), пригласил Чейдера занять вакантное место. В это время в ней также играл басист Эл Мак-Киббон (Al McKibbon), который иногда приглашал на записи кубинских перкуссионистов; во время этих записей Чейдер играл на вибрафоне и бонго (например, соло на бонго на «Drum Trouble»). В том же году журналом «Даунбит» Чейдер был назван лучшим молодым вибрафонистом по результатам опроса критиков. В это же время выходят его 10-дюймовки на фирме грамзаписи «Savoy», а также первая латин-джазовая запись (на «Fantasy»).
В Нью-Йорке Мак-Киббон водил Чейдера на концерты афро-кубинских биг-бэндов Мачито (Machito) и Чико О’Фаррилла (Chico O’Farrill) — пионеров зарождавшегося латин-джаза. В Нью-Йорке он также познакомился с кубинскими мастерами-перкуссионистами Монго Сантамарией (Mongo Santamaria) и Вилли Бобо (Willie Bobo), в то время игравшими в оркестре Тито Пуэнте. Некоторые считают, что Чейдер был первым исполнителем латин-джаза на вибрафоне. Однако Джон Сторм Робертс (John Storm Roberts) считает, что пионером в этом деле был всё же Тито Пуэнте, который исполнял латин-джазовые мелодии на вибрафоне уже в конце 1940-х — начале 1950-х годов.

## Лидер (1954—1962)
Вскоре после последнего концерта в клубе «The Blackhawk» (Сан-Франциско) Чейдер покинул группу Ширинга, а в апреле 1954 года создал собственный ансамбль — «Квинтет современного мамбо Кола Чейдера» (Cal Tjader’s Modern Mambo Quintet). Участниками группы стали братья Мануэль и Карлос Дураны (Manuel Duran y Carlos Duran), игравшие соответственно на фортепиано и на контрабасе, Баярдо «Бенни» Веларде (Bayardo «Benny» Velarde), игравший на тимбалах, бонго и конгах, и Эдгард Росалес (Edgard Rosales) — на конгах и мараках. Группа быстро записала несколько пластинок на лейбле «Fantasy», в том числе «Мамбо с Чейдером» (Mambo with Tjader).
Пришедшийся на конец 1950-х годов пик «мамбомании» сделал карьеру Чейдера ещё более успешной. В отличие от проектов в стиле «экзотика» таких музыкантов, как Мартин Денни (Martin Denny) и Лес Бакстер (Les Baxter), подаваемых как «впечатления от Океании» и других экзотических мест, проекты Чейдера объединяли опытных кубинских музыкантов и ведущих джазменов, хорошо знающих оба эти стиля (кубинскую музыку и джаз). Некоторые считают «Квинтет современного мамбо» лучшей группой Чейдера, а возможно и лучшим малым ансамблем в истории латин-джаза.
На лейбле «Fantasy» Чейдер записал несколько интересных джазовых альбомов с разными составами, например, с «Квартетом Кола Чейдера» (Джин Райт (Gene Wright) — бас, Эл Торре (Al Torre) — барабаны, Винс Гуаральди — фортепиано). Этими записями он внёс свой вклад в развитие сан-францисской бибоп-сцены 1950-х годов. Чейдера иногда относят к представителям направлений вест-коуст-джаз (West Cost) или кул-джаз, хотя его ритмы и темпы (и в латин-джазе, и в бибопе) имели мало общего с творчеством типичных представителей этого стиля: лос-анджелесских джазменов Джерри Маллигена, Чета Бейкера или Арта Пеппера (Art Pepper). В 1958 году он записал совместный альбом с легендарным тенор-саксофонистом Стэном Гетцем, тепло принятый слушателями.
В 1959 году Чейдер и его группа своим предварительным «настроечным» концертом открывали второй джазовый фестиваль в Монтерее. Первый фестиваль был коммерчески неуспешен; считается, что именно Чейдер обеспечил хорошую продажу билетов на второй фестиваль и тем спас это известное в будущем мероприятие. Запись концерта в Монтерее 20 апреля 1959 года стала одним из лучших альбомов Чейдера. Первоначально выпущена как  пластинки Concert by the Sea  в двух выпусках (Vols. 1 & 2) (Fantasy, 1959) впоследствии эти записи были переизданы в 1989 году на компакт-диске как Monterey Concerts (Prestige).
Через пару лет «Квинтет современного мамбо» распался. Чейдер продолжал работать с новыми небольшими ансамблями, постоянно выступая в таких известных клубах Сан-Франциско, как «The Blackhawk».

## Работа на лейблах «Verve» и «Skye Records» (1960-е)
После почти 10 лет сотрудничества с «Fantasy» Чейдер перешёл на более известный лейбл «Verve Records», основанный Норманом Гранцем, но к тому времени перешедший в собственность MGM. Воспользовавшись более солидным финансовым обеспечением и руководством известного продюсера Крида Тэйлора, Чейдер записал целый ряд разнообразных альбомов. В период сотрудничества с «Verve» Тжадер работал с Дональдом Бёрдом (Donald Byrd), Лало Шифриным, Анитой О’Дэй (Anita O’Day), Вилли Бобо, Армандо Перасой (Armando Peraza), молодым Чиком Кореа (Chick Corea), Клэром Фишером (Clare Fischer), Джимми Хитом (Jimmy Heath), Кенни Барреллом (Kenny Burrell) и др. В это время Чейдер впервые записался с большими оркестрами и даже выпустил альбом, базирующийся на азиатских ладах и ритмах.
Самой крупной творческой удачей того времени для музыканта стал альбом «Soul Sauce» (1964). Заглавная композиция, которую Чейдер к тому времени исполнял уже на протяжении десятка лет, стала хитом на радио (в мае 1965 года она вошла в двадцатку лучших песен популярной нью-йоркской станции WMCA), и позволила всему альбому войти в топ-50 журнала «Билборд» 1965 года. Чейдер превратил эту композицию Диззи Гиллеспи и Чано Посо, которая изначально называлась «Guachi guaro», в совершенно новое произведение. (Продюсер Крид Тэйлор предложил подобрать более запоминающееся название, а Вилли Бобо сказал, что версия Чейдера звучит «пикантнее» оригинала.) Характерные особенности этого трека — выкрики Бобо: «¡Salsa ahi 'na 'ma… sabor, sabor!» и блестящая игра Чейдера на вибрафоне. Продажи альбома превысили 100 тысяч экземпляров; благодаря ему за латинской танцевальной музыкой прочнее закрепилось название «сальса».
1960-е годы стали для Чейдера самым плодотворным периодом. При поддержке такого крупного лейбла как MGM он смог стилистически расширить свой репертуар. Наиболее яркими отклонениями от латин-джазового звучания стали альбомы 1963 года «Several Shades of Jade» и вышедший вслед за ним «Breeze From the East». На этих пластинках Чейдер пытался смешать джаз с азиатской музыкой в том же ключе, в каком он ранее проделал это с афро-кубинской музыкой. Результат был неодобрительно встречен критикой: эти альбомы ругали ненамного меньше, чем в предшествующем десятилетии — представителей стиля «экзотика».
Другие его эксперименты встретили более теплый прием. В 1966 году Чейдер в соавторстве с нью-йоркским пианистом Эдди Палмьери (Eddie Palmieri) записывает альбом «El sonido nuevo» («Новый звук»). В то время Палмьери был связан контрактом с лейблом «Tico», поэтому для него они записали ещё один совместный альбом, «Bamboleate».
Предыдущие работы Чейдера часто расценивались лишь как развлекательная «фоновая» музыка, «латиноамериканский лаунж», однако дуэт с Эдди Палмьери отличался от предыдущих работ музыканта значительно более жестким звуком и пессимистическим настроением. Альбом Чейдера «Cal Tjader Plays the Contemporary Music of Mexico and Brazil» (1962), выпущенный на пике популярности босса-новы, в действительности шёл скорее вразрез с общим направлением, так как в его записи использовались более традиционные приемы аранжировки, позаимствованные в музыкальной культуре этих стран.
В конце 1960-х Чейдер, вместе с гитаристом Габором Сабо (венг. Gábor Szabó) и коллегой-вибрафонистом, известным аранжировщиком Гари Мак-Фарландом (Gary McFarland), создал фирму звукозаписи «Skye Records». Её история оказалась недолговечной. Работы Чейдера этого периода характеризуются более грувовым, почти фанковым звуком. Альбомы «Solar Heat» (1968) и «Tjader Plugs In» (1968-69) считаются предшественниками эйсид-джаза и до сих пор ценятся любителями «спокойного грува» (медленного фанка рубежа 1960-х и 1970-х).

## Годы застоя в джазе (1970-е)
В 1970-е Чейдер, как и большинство джазовых музыкантов, имел сложности с работой вследствие нараставшей популярности рок-музыки. Он ушёл с лейбла «Verve» на «Skye», а затем возвратился на «Fantasy», лейбл, с которого начинал свою сольную карьеру в 1954 году. Пытаясь идти в ногу со временем, Чейдер пробовал использовать в своих ансамблях электронные инструменты, а также ритмы рока — в аранжировках. Самый известный его альбом этого периода — «Amazonas» (созданный в 1975 году), продюсером которого был бразильский перкуссионист Аирто Морейра (порт. Airto Moreira). Некоторые другие записи Кола Чейдера того времени также встретили одобрение критиков.
В это же время Чейдер встретил и принял в свой ансамбль конгеро Пончо Санчеса (Poncho Sánchez). Санчес называл Чейдера своим «музыкальным отцом».
В 1976 году Чейдер записал несколько концертов в сан-францисском епископальном соборе Грейс. Как и на фестивалях в Монтерее, он исполнял джазовые стандарты в латиноамериканских аранжировках. Затем музыкант гастролировал по Японии с саксофонистом Артом Пеппером, который снова начал концертировать после излечения от наркотической и алкогольной зависимостей. На фоне общей ситуации с джазом, который всё больше считался музыкальным анахронизмом, эти концерты неожиданно прошли довольно успешно.

## Последние годы жизни (1979—1982)
Президент компании «Concord Records» Карл Джефферсон (Carl Jefferson) создал дочерний лейбл — «Concord Picante», ориентированный на латин-джаз. В действительности этот лейбл был создан практически исключительно «под Чейдера», с которым Джефферсон недавно подписал контракт.
В отличие от этнических экспериментов 1960-х и джаз-роковых проектов 1970-х, работы Чейдера на «Concord Picante» в основном представляли собой «чистый» латин-джаз. Исчезли электронные инструменты и ритмы рока, звук стал более «классическим». За предыдущее десятилетие Чейдер собрал состав из молодых музыкантов, лучший со времен «Квинтета современного мамбо» 1950-х: пианиста Марка Левина (Mark Levine), флейтиста Роджера Гленна (Roger Glenn), барабанщика и тимбалеро Винса Латеано (Vince Lateano), басиста Роба Фишера (Rob Fisher) и Пончо Санчеса на конгах.
Чейдер записал на «Concord Picante» несколько альбомов, из которых наибольший успех имел диск «Хорошая жизнь» (La onda va bien) 1979 года, получивший «Грэмми» 1980 года как лучший латиноамериканский альбом. Чейдер не утратил свои творческие навыки и умение воодушевлять своих музыкантов. Альбом «La onda va bien» стал классикой латин-джаза.
Артист от рождения, Чейдер родился и умер на гастролях. Когда его группа ехала на выступления в Манилу, у него случился сердечный приступ. 5 мая 1982 года Кол Чейдер скончался.

## Дискография

### Альбомы
- Vibrations (Savoy, 1951)
- Cal Tjader: Vibist (Savoy, 1953)
- Cal Tjader, Vol. 1 (Savoy, 1953)
- The Cal Tjader Trio (Fantasy, 1953)
- Tjader Plays Mambo (Fantasy/Original Jazz Classics, 1954)
- Mambo with Tjader (Fantasy/OJC, 1954)
- Tjader Plays Tjazz (Fantasy/OJC, 1954)
- Plays Afro-Cuban (Fantasy, 1954)
- Cal Tjader Quartet (Fantasy/OJC, 1956)
- The Cal Tjader Quartet (Fantasy, 1956)
- Latin Kick (Fantasy/OJC, 1956)
- The Cal Tjader Quintet (Fantasy, 1956)
- Jazz at the Blackhawk (Fantasy/OJC, 1957) (live)
- Más ritmo caliente	(Fantasy, 1957)
- Cal Tjader (Fantasy, 1957)
- The Cal Tjader-Stan Getz Sextet (Fantasy, 1958) (& Stan Getz)
- Cal Tjader’s Latin Concert (Fantasy/OJC, 1958) (quasi-live)
- Latin for Lovers With Strings (Fantasy, 1958)
- San Francisco Moods (Fantasy, 1958)
- Concert by the Sea, Vol. 1 (Fantasy, 1959) (live)
- Concert by the Sea, Vol. 2 (Fantasy, 1959) (live)
- Monterey Concerts (Concert by the Sea, Vols. 1&2) (Prestige, 1959) (live)
- Cal Tjader Goes Latin (Fantasy, 1959)
- Live and Direct (Fantasy, 1959)
- Night at the Black Hawk (Fantasy/OJC, 1959) (live)
- West Side Story (Fantasy, 1960)
- Concert on the Campus (OJC, 1960)
- Demasado caliente (Fantasy, 1960)
- Latino (Fantasy, 1960)
- In a Latin Bag (Verve, 1961)
- Cal Tjader Plays Harold Arlen (OJC, 1961)
- Cal Tjader Plays, Mary Stallings Sings (OJC, 1961)
- The Cal Tjader Quartet (Fantasy, 1961)
- Saturday Night: Sunday Night at the Black Hawk, San Francisco (Verve, 1962) (live)
- Cal Tjader Plays the Contemporary Music of Mexico and Brasil (Verve, 1962)
- Cal Tjader Live and Direct (Fantasy, 1962)
- The Cal Tjader Quartet (Fantasy, 1962)
- Time For Two (Verve, 1962) (& Anita O’Day)
- Sona libre (Verve, 1963)
- Several Shades of Jade (Verve, 1963)
- Breeze from the East (Verve, 1963)
- Soul Sauce (Verve, 1964)
- Warm Wave (Verve, 1964)
- Soul Bird: Whiffenpoof (Verve, 1965)
- Soul Burst (Verve, 1966)
- El sonido nuevo: The New Soul Sound (Verve, 1966) (& Eddie Palmieri)
- Latin for Dancers (Fantasy, 1966)
- Along Comes Cal (Verve, 1967)
- Hip Vibrations (Verve, 1967)
- Bamboléate (Tico, 1967) (& Eddie Palmieri)
- Plugs In (Skye, 1969)
- Sounds Out Burt Bacharach (Skye, 1969)
- The Prophet (Verve, 1969)
- Live at the Funky Quarters (Fantasy, 1970)
- Primo (Fantasy/OJC, 1970)
- Descarga (Fantasy, 1971)
- Tambu (Original Jazz Classics, 1973) (& Charlie Byrd)
- Puttin' It Together (Fantasy, 1975)
- Amazonas (OJC, 1975)
- Grace Cathedral Concert (Fantasy, 1976)
- Guarabe (Fantasy, 1976)
- Here (Fantasy, 1977)
- Breathe Easy (Fantasy, 1977)
- Tjader (Fantasy, 1978)
- La Onda Va Bien (Concord Picante, 1979)
- Gózame! Pero ya (Concord Picante, 1980)
- The Shining Sea (Concord Picante, 1981)
- A fuego vivo (Concord Picante, 1981)
- Heat Wave (Concord Jazz, 1982) (& Carmen McRae)
- Good Vibes (Concord Jazz 1984)
- Latin + Jazz = Cal Tjader (DCC, 1990)
- Huracán (Laserlight, 1990)
- Agua Dulce (Fantasy, 1991)
- Last Night When We Were Young (Fantasy, 1991)
- Solar Heat (DCC, 1995)
- Talkin' Verve (Verve, 1996)
- Concerts in the Sun (Fantasy, 2002) (live)
- Cuban Fantasy (Fantasy, 2003)
- Cal Tjader Live At The Monterey Jazz Festival 1958—1980 (Concord, 2008) (live)

### Посвящения Колу Чейдеру
- Louie Ramírez: Tribute to Cal Tjader (Caimán, 1986)
- Poncho Sánchez: Soul Sauce: Memories of Cal Tjader (Concord, 1995)
- Dave Samuels: Tjader-ized: A Cal Tjader Tribute (1998, Verve)
- Paquito D’Rivera and his Latin Jazz Ensemble with Louie Ramírez: A Tribute to Cal Tjader (Yemayá, 2003)